# Alpha Trianguli Australis
Pour les articles homonymes, voir Atria.
Désignations
Alpha Trianguli Australis (α TrA / α Trianguli Australis) est une étoile de la constellation du Triangle austral. Elle est aussi appelée par son nom traditionnel Atria, issu d'une contraction de la désignation de Bayer "Alpha TRIanguli Australis. Le nom Atria est officialisé par l'Union Astronomique Internationale le 20 juillet 2016.
Atria est une étoile géante orange de type K2 IIb-IIIa. Elle a une magnitude apparente de 1,91 et une magnitude absolue de -3,62. Il y a des preuves[Lesquelles ?] qu'Atria pourrait être une étoile double[réf. nécessaire].